# Diocesi di Mazaca
La diocesi di Mazaca (in latino Dioecesis Mazacensis) è una sede soppressa e sede titolare della Chiesa cattolica.

## Storia
Mazaca, nell'odierna Algeria, è un'antica sede episcopale della provincia romana di Numidia. Secondo Mesnage, questa sede potrebbe far riferimento alla tribù berbera dei Mazices o Mazaces, i quali, dopo la sottomissione all'impero romano, si convertirono al cristianesimo ed ebbero un loro vescovo.
Sono solo due i vescovi documentati di Mazaca. Il cattolico Aproniano prese parte alla conferenza di Cartagine del 411, che vide riuniti assieme i vescovi cattolici e donatisti dell'Africa romana; la sede in quell'occasione non aveva vescovi donatisti. Il nome di Aproniano appare in una lista addizionale della conferenza, perché arrivò in ritardo o era malato al momento dell'apertura della riunione.
Secondo vescovo noto è Bennato, il cui nome si trova all'81º posto nella lista dei vescovi della Numidia convocati a Cartagine dal re vandalo Unerico nel 484; Bennato era già deceduto all'epoca della redazione di questa lista.
Dal 1933 Mazaca è annoverata tra le sedi vescovili titolari della Chiesa cattolica; dal 29 giugno 2024 il vescovo titolare è Edwin Raúl Vanegas Cuervo, vescovo ausiliare di Bogotà.

## Cronotassi

### Vescovi residenti
- Aproniano † (menzionato nel 411)
- Bennato † (prima del 484)

### Vescovi titolari
- Renato Spallanzani † (8 settembre 1964 - 7 ottobre 1975 nominato vescovo di Palestrina)
- Giuseppe Costanzo (21 febbraio 1976 - 6 agosto 1982 nominato vescovo di Nola)
- Domenico Padovano † (30 settembre 1982 - 13 febbraio 1987 nominato vescovo di Conversano-Monopoli)
- Marco Virgilio Ferrari † (8 settembre 1987 - 23 novembre 2020 deceduto)
- Artur Ważny (12 dicembre 2020 - 23 aprile 2024 nominato vescovo di Sosnowiec)
- Edwin Raúl Vanegas Cuervo, dal 29 giugno 2024